# Liste des évêques de Raleigh
Cette page présente la liste des évêques de Raleigh
Le vicariat apostolique de Caroline du Nord est érigé le 3 mars 1868, par détachement du diocèse de Charleston. Le 12 décembre 1924, il est érigé lui-même en diocèse sous le nom de diocèse de Raleigh (Dioecesis Raleighiensis).

## Sont vicaires apostoliques
- 3 mars 1868-20 mai 1877 : James Gibbons, vicaire apostolique de Caroline du Nord.
- 20 mai 1877-16 septembre 1881 : siège vacant
- 16 septembre 1881-4 février 1888 : Henry Northrop (Henry Pinckney Northrop), vicaire apostolique de Caroline du Nord.
- 4 février 1888-† 24 juillet 1924 : Léo Haid (Léo Michaël Haid), vicaire apostolique de Caroline du Nord.

## Puis sont évêques
- 6 avril 1925-2 octobre 1937 : William Hafey (William Joseph Hafey)
- 13 octobre 1937-11 novembre 1944 : Eugène McGuinness (Eugène Joseph McGuinness)
- 15 mars 1945-† 3 décembre 1974 : Vincent Waters (Vincent Stanislaus Waters)
- 8 avril 1975-8 juin 2006 : Francis Gossman (Francis Joseph Gossman)
- 8 juin 2006-4 octobre 2016 : Michael Burbidge (Michael Francis Burbidge), transféré à Arlington
- depuis le 5 juillet 2017 : Luis Zarama (Luis Rafael Zarama)

## Source
- Page du diocèse sur le site Catholic-Hierarchy